# Comblain-au-Pont
Comblain-au-Pont är en kommun i Belgien.   Den ligger i provinsen Liège och regionen Vallonien, i den östra delen av landet, 100 km öster om huvudstaden Bryssel. Antalet invånare är 5 382.
Omgivningarna runt Comblain-au-Pont är en mosaik av jordbruksmark och naturlig växtlighet. Runt Comblain-au-Pont är det ganska tätbefolkat, med 116 invånare per kvadratkilometer.